# Ctenophthalmus ominosus
Ctenophthalmus ominosus är en loppart som beskrevs av Smit 1959. Ctenophthalmus ominosus ingår i släktet Ctenophthalmus och familjen mullvadsloppor. Inga underarter finns listade i Catalogue of Life.